# Llista de rellotges de sol del Solsonès
Llista de rellotges de sol instal·lats de forma permanent en espais públics de la comarca del Solsonès.

## Guixers
| Nom                                     | Descripció | Localització        | Coordenades                                            | Fitxa | Imatge                                                                                        |
| --------------------------------------- | ---------- | ------------------- | ------------------------------------------------------ | ----- | --------------------------------------------------------------------------------------------- |
| Rectoria de Sant Climent de Castelltort |            | Guixers Castelltort | 42° 07′ 52″ N, 42° 07′ 52″ E / 42.131138°N,42.131138°E |       | Rectoria de Sant Climent de Castelltort (Guixers) · Vegeu més fotos · Carregueu una nova foto |

## Lladurs
| Nom                               | Descripció | Localització               | Coordenades                                          | Fitxa | Imatge                                                           |
| --------------------------------- | ---------- | -------------------------- | ---------------------------------------------------- | ----- | ---------------------------------------------------------------- |
| Sant Martí del castell de Lladurs |            | Lladurs Castell de Lladurs | 42° 03′ 05″ N, 1° 31′ 07″ E / 42.051382°N,1.518529°E | fitxa | Sant Martí (Lladurs) · Vegeu més fotos · Carregueu una nova foto |

## Navès
| Nom                      | Descripció      | Localització                     | Coordenades                                          | Fitxa | Imatge                                                                       |
| ------------------------ | --------------- | -------------------------------- | ---------------------------------------------------- | ----- | ---------------------------------------------------------------------------- |
| El Rial de Busa          | Cercle d'Hiparc | Navès Pla de Busa                | 42° 06′ 03″ N, 1° 38′ 25″ E / 42.100808°N,1.640152°E | fitxa | El Rial de Busa (Navès) · Vegeu més fotos · Carregueu una nova foto          |
| La Bertolina             |                 | Navès Busa                       | 42° 05′ 57″ N, 1° 39′ 28″ E / 42.09914°N,1.657681°E  | fitxa | La Bertolina (Navès) · Vegeu més fotos · Carregueu una nova foto             |
| Sant Climent de la Selva |                 | Navès Ctra. Solsona-Berga, km 22 | 42° 04′ 51″ N, 1° 38′ 50″ E / 42.080756°N,1.64722°E  | fitxa | Sant Climent de la Selva (Navès) · Vegeu més fotos · Carregueu una nova foto |

## Pinell de Solsonès
| Nom                | Descripció       | Localització                  | Coordenades                                          | Fitxa | Imatge                                                                              |
| ------------------ | ---------------- | ----------------------------- | ---------------------------------------------------- | ----- | ----------------------------------------------------------------------------------- |
| Casanova de Pinell | Inscripció: 1802 | Pinell de Solsonès El Miracle | 41° 58′ 15″ N, 1° 24′ 00″ E / 41.970894°N,1.400123°E |       | Casanova de Pinell (Pinell de Solsonès) · Vegeu més fotos · Carregueu una nova foto |

## Riner
| Nom          | Descripció | Localització     | Coordenades                                          | Fitxa | Imatge                                                           |
| ------------ | ---------- | ---------------- | ---------------------------------------------------- | ----- | ---------------------------------------------------------------- |
| La Casa Gran |            | Riner El Miracle | 41° 54′ 52″ N, 1° 31′ 30″ E / 41.914468°N,1.524998°E | fitxa | La Casa Gran (Riner) · Vegeu més fotos · Carregueu una nova foto |

## Sant Llorenç de Morunys
| Nom           | Descripció         | Localització                      | Coordenades                                          | Fitxa | Imatge                                                                              |
| ------------- | ------------------ | --------------------------------- | ---------------------------------------------------- | ----- | ----------------------------------------------------------------------------------- |
| Can Giralt    |                    | Sant Llorenç de Morunys           |                                                      | fitxa | Carregueu una nova foto                                                             |
| Cal Baró Vell | Sense inscripcions | Sant Llorenç de Morunys Carretera | 42° 08′ 12″ N, 1° 35′ 29″ E / 42.136775°N,1.591373°E |       | Cal Baró Vell (Sant Llorenç de Morunys) · Vegeu més fotos · Carregueu una nova foto |

## Solsona
| Nom                        | Descripció                    | Localització                                           | Coordenades                                          | Fitxa | Imatge                                                         |
| -------------------------- | ----------------------------- | ------------------------------------------------------ | ---------------------------------------------------- | ----- | -------------------------------------------------------------- |
| Pujada del Castellvell, 20 |                               | Solsona Pda. del Castellvell, 20                       | 41° 59′ 40″ N, 1° 30′ 39″ E / 41.994460°N,1.510932°E | fitxa | Pujada del Castellvell, 20 (Solsona) · Carregueu una nova foto |
| Carretera de Cardona       |                               | Solsona Ctra. de Cardona                               |                                                      | fitxa | Carregueu una nova foto                                        |
| Cal Miquel                 | Inscripció: Cal Miquel / 1880 | Solsona C. del Castell, 42                             | 41° 59′ 40″ N, 1° 30′ 59″ E / 41.994495°N,1.516274°E | fitxa | Cal Miquel (Solsona) · Carregueu una nova foto                 |
| Catedral de Solsona        |                               | Solsona Pl. de la Catedral                             | 41° 59′ 39″ N, 1° 31′ 09″ E / 41.994243°N,1.519232°E | fitxa | Catedral de Solsona (Solsona) · Carregueu una nova foto        |
| Plaça Sant Pere, 8         |                               | Solsona Plaça Sant Pere, 8                             | 41° 59′ 39″ N, 1° 31′ 00″ E / 41.994217°N,1.516779°E | fitxa | Plaça Sant Pere, 8 (Solsona) · Carregueu una nova foto         |
| Cal Roure                  |                               | Solsona C. del Castell, 33, des de la pl. de Sant Pere | 41° 59′ 40″ N, 1° 30′ 59″ E / 41.994365°N,1.516463°E | fitxa | Cal Roure (Solsona) · Carregueu una nova foto                  |
| Ca l'Àngel                 |                               | Solsona Pl. de Sant Joan, 16-17                        | 41° 59′ 42″ N, 1° 31′ 04″ E / 41.995032°N,1.517835°E | fitxa | Ca l'Àngel (Solsona) · Carregueu una nova foto                 |
| Plaça Major, 11            |                               | Solsona Pl. Major, 11                                  | 41° 59′ 40″ N, 1° 31′ 07″ E / 41.994484°N,1.518501°E | fitxa | Plaça Major, 11 (Solsona) · Carregueu una nova foto            |